# Wilhelm Baldensperger
Wilhelm Baldensperger (auch: Guilleaume Baldensperger; * 12. Dezember 1856 in Mülhausen; † 30. Juli 1936 in Straßburg) war ein deutsch-französischer evangelischer Theologe.

## Leben
Der Sohn des Mülhausner Fabrikanten Philipp Baldensprenger und dessen Frau Wilhelmine Franck hatte 1875/76 an der Universität Straßburg bei Eduard Reuß und Heinrich Julius Holtzmann, 1876 bis 1878 an der Universität Göttingen bei Albrecht Ritschl und an der Universität Paris theologische Kunstgeschichte und Sprachwissenschaften studiert. Während seines Studiums in Göttingen wurde er Mitglied der Akademischen Theologischen Verbindung Thuringia. 1880 war er Pfarrverweser in der Kirche Alt St. Peter in Straßburg, 1881 wechselte er als Mitarbeiter des Journal du Protestantisme français nach Paris, wo er 1882 bis 1884 auch die Stelle eines Hilfspfarrers übernahm. 1886 ließ er sich Pfarrverweser nach Mundolsheim versetzen, war 1887 Pfarrvikar an der neuen Kirche in Straßburg und erwarb 1887 das Lizentiat der Theologie an der dortigen Hochschule. 1890 habilitierte er sich in Straßburg für Neues Testament und systematische Theologie. Noch im selben Jahr ging er als außerordentlicher Professor für neutestamentliche Theologie an die Universität Gießen, wo er 1892 zum ordentlichen Professor ernannt wurde.
Baldensperger, der 1892 den Dr. h.c. der Theologie von der Universität Straßburg verliehen bekam, hatte sich auch als Dekan der Gießener Hochschule engagiert und war 1908 zum Kirchenrat ernannt worden. Bestürzt über den Ausbruch des Ersten Weltkrieges trat er von seiner Gießener Professur zurück und ließ sich 1915 in den Ruhestand versetzen.
Danach hielt er sich in der Schweiz an der Universität Lausanne auf, erhielt dort die Ehrendoktorwürde und gebrauchte fortan sein französisches Namensderivat. 1919 erhielt er an der Universität Straßburg eine Professur für neues Testament. Baldensperger hatte an der Braunschweiger Calvin Ausgabe mitgearbeitet und das Bibelwerk von Reuß ausgearbeitet. Zudem trat er als Autor in der Revue de théologie et de philosophie, der Zeitschrift für Theologie und Kirche, der Theologischen Rundschau, der Theologischen Literaturzeitung und der Deutschen Litteraturzeitung in Erscheinung.
Baldensperger hatte sich am 13. Oktober 1893 mit Juliette Jaegle verheiratet.

## Werkauswahl
- Das Selbstbewusstsein Jesu im Lichte der messianischen Hoffnung seiner Zeit. 1888, 1892, 1903
- L’influence du  dilettantisme artistique sur la morale et la religion. 1890
- Karl August Credner, sein Leben und seine Theologie. Leipzig 1897, 2010
- Der Prolog des 4. Evangeliums. 1898
- Das spätere Judentum als Vorstufe des Christentums. 1900
- Urchristliche Apologie. Straßburg 1909